# Ольшево (Олецький повіт)
Ольшево (пол. Olszewo, нім. Olschöwen, 1933–1945 Erlental) — село в Польщі, у гміні Олецько Олецького повіту Вармінсько-Мазурського воєводства. Населення — 141 особа (2011).
У 1975—1998 роках село належало до Сувальського воєводства.

## Демографія
Демографічна структура станом на 31 березня 2011 року:
|          | Загалом | Допрацездатний вік | Працездатний вік | Постпрацездатний вік |
| -------- | ------- | ------------------ | ---------------- | -------------------- |
| Чоловіки | 79      | 10                 | 61               | 8                    |
| Жінки    | 62      | 15                 | 39               | 8                    |
| Разом    | 141     | 25                 | 100              | 16                   |